# Mitsubishi Delica
Der Mitsubishi Delica ist ein Kleintransporter den Mitsubishi Motors seit 1968 in verschiedenen Generationen herstellt. Dieser Pick-up der zeitweise in Asien als Mitsubishi Colt Delica angeboten wurde und ein daraus abgeleiteter Kastenwagen, Kleinbus, Minibus und Minivan erhielt verschiedene Namen auf den Exportmärkten. So wurde er als Mitsubishi L300 in Europa und Neuseeland, als Starwagon in Australien und schlicht Mitsubishi Van und Kombi in Nordamerika verkauft. Hyundai baute diese Modelle als Hyundai Porter und Hyundai Grace. Die Minivan-Versionen wurden in Asien als Delica Star-Wagon von 1979 bis 1994 bekannt, mit der Einführung des Delica Space Gear wurde dieser einfach zum Mitsubishi Space Gear in Europa benannt.
Die hiervon abgeleitete kommerzielle Version hieß Mitsubishi L400 und daraus entwickelt wurde auch der Hyundai H-1. Von 1999 bis 2010 ersetzte die kommerziellen Versionen in Asien mittels Badge-Engineering ein Modell auf Basis des Mazda Bongo. Der in Asien bis 2007 gebaute Space Gear wurde 2007 durch den Delica D:5 ersetzt, welcher in Europa nicht angeboten wird. Zwischen 2011 und 2019 gab es eine neue kommerzielle Version, die auch als Van angeboten wird, genannt Delica D:3, basierend auf dem Nissan NV200.

## Delica I/Colt T 100/120 (1968–1979)
Die Produktion des Delica I begann als Pritschenwagen im Juli 1968. Als Chassis diente der im Januar 1968 eingeführte „T90“ Mitsubishi Fuso Canter. Angetrieben wurde der Delica der auch als Colt T100 vermarktet wurde mit dem KE44-1088-cm³-Motor mit 58 PS (43 kW) bei einer maximalen Nutzlast von 600 kg. Dabei erreichte er eine Endgeschwindigkeit von 115 km/h.
- 1969 folgte ein Kastenwagen und ein Kleinbus. Der Minibus bot Platz für neun Personen in drei Sitzreihen und wurde „Delica Coach“ benannt. Der Motor wurde später auf 62 PS (46 kW) aufgerüstet.
- Im März 1971 erfolgte ein leichtes Facelift zum Delica 75. Dieses beinhaltete ein kleines Gitter anstelle des nackten Metall im Kühlergrill und ein neuer 1,4-Liter-Neptun-(4G41)-Motor mit 64 kW (86 PS) aus dem Mitsubishi Galant wurde nun zusätzlich angeboten. Die Nutzlast des Pick-up stieg auf 750 kg. 1974 erfolgte ein größeres Facelift mit viel Kunststoffverkleidung und Doppel-Scheinwerfer an der Front, welches als „Delica 1400“ bekannt wurde, da es nur noch den 1,4-l-Motor gab.

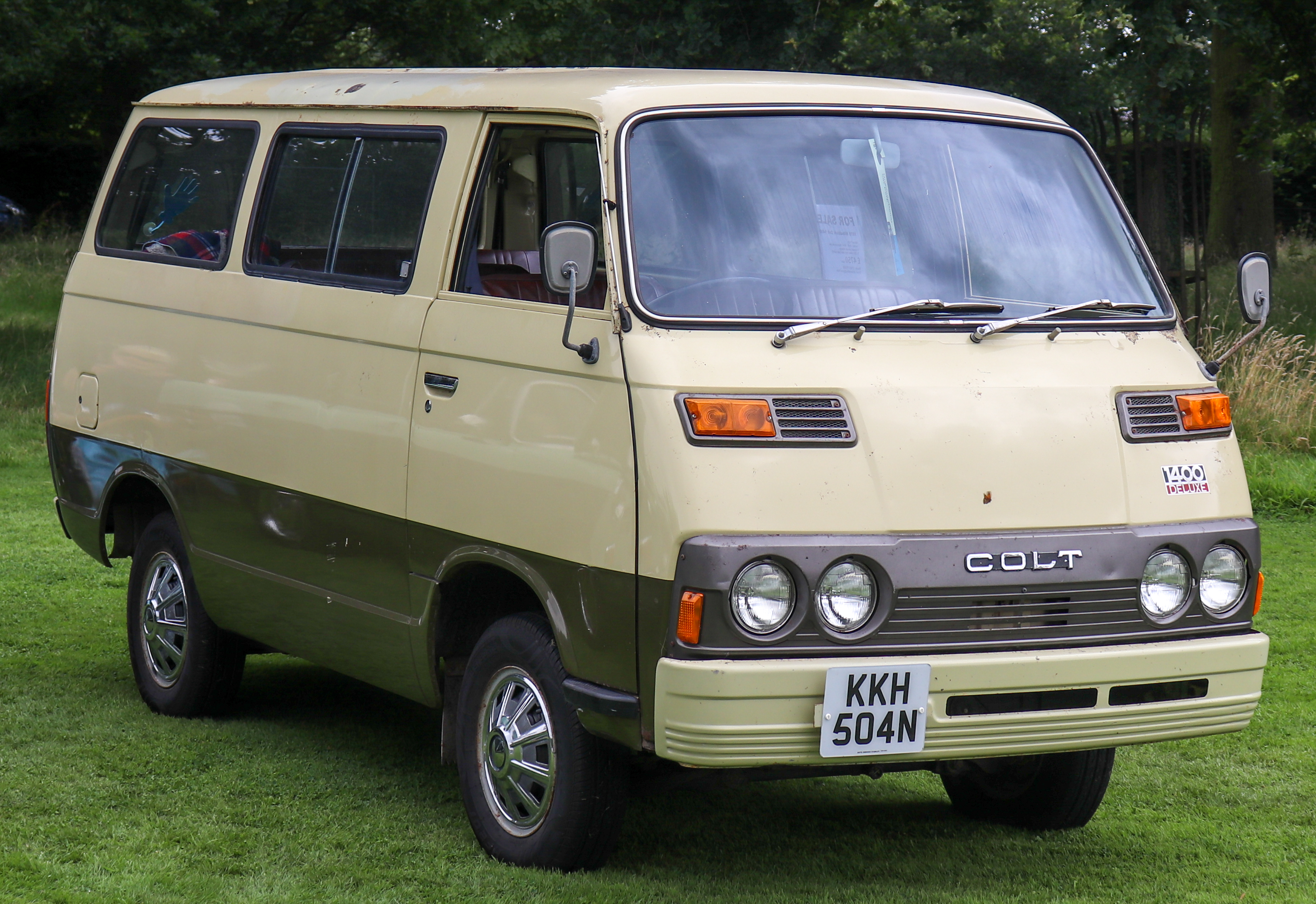
1975–1979 Colt 1400

- Neue Abgasnormen bringen im Dezember 1975 eine Überarbeitung des 1,4-Liter-Motors mit nun nur noch 82 PS.
- Ab November 1976 ist der Pritschenwagen auch mit einem um 150 mm verlängerten Radstand und einer Nutzlast von 1000 kg erhältlich.
- Erneut verschärfte Abgasvorschriften lassen die Leistung des 1,4 Liter auf 78 PS sinken.

## Delica II (1979–1986)
Der Delica II/L300 wurde im Juni 1979 eingeführt mit einer Maximalbreite von 1690 Millimeter aufgrund der japanischen Vorschriften für „compact“ Fahrzeuge diktiert. An der Vorderachse waren die Räder nun unabhängig einzeln an Querlenker angebaut, während eine Blattfeder an der Hinterachse verbaut war.
Erstmals gab es nun auch seitliche Schiebetüren und eine Heckklappe. Das Angebot umfasste nun zehn Modellvarianten. Die Motoren waren alle Vierzylinder, welche von MMC Pkw bekannt waren: der 1.439 cm³ mit 80 PS (59 kW) Saturn (4G33) und der 1,6-Liter-Saturn-(4G32)-Motor. Ein 1,8-Liter-Sirius-(4G62)-Version mit 100 PS (74 kW) Leistung erschien im Mai 1980. 1982 wurde der Delica II erstmals mit Allradantrieb angeboten, was damals ein Novum im japanischen Van-Markt war. Dieses vielseitige Fahrzeug benutzte eine modifizierte Version des Mitsubishi-Pajero-Chassis, allerdings meist mit kleineren Motoren ursprünglich nur mit dem 1,8-l-Benzinmotor. Im Oktober erschien der erste Dieselmotor, der 2,3-l-Astron-(4D55)-Motor.
Ab November 1983 gab es vorerst nur für die 4WD-Versionen optional den 2,0-Liter-Sirius-(4G63B)-Benzinmotor 1986 ersetzte der größere 2,5-Liter-Astron-(4D56)-Motor den bisherigen Dieselmotor.
Neben 4- und 5-Gang-Schaltgetriebe war auch ein 3-Gang-Automatikgetriebe für den Delica II erhältlich.

### Auslandsmärkte

#### Australien
Chrysler Australien führte die Delica auf dem australischen Markt im April 1980 unter dem Namen Chrysler L300 Express ein. Nach der Übernahme der Chrysler-Aktivitäten in Australien benannte Mitsubishi Motors die Firma um in Mitsubishi Motors Australia im Oktober 1980. Dies führte zur Umbenennung des L300 Express als Mitsubishi. Angeboten wurde er mit dem 1,6-l-Benzinmotor und Vier-Gang-Schaltgetriebe sowohl als Kastenwagen und Kleinbus mit acht Sitzplätzen ausgestattet. Die Pick-up Version wurde nicht in Australien verkauft, da hier der Mitsubishi L200 das Segment bediente.
Im November 1981 wurde die hohe Luxus-Dach Version Deluxe mit elektrischen Schiebedach und Stoffpolster eingeführt, welche im Oktober 1982 mit dem 1,8-l-Motor und 5-Gang-Schaltgetriebe zum Starwagon wurde, optional mit Drei-Gang-Automatikgetriebe.

#### Europa
In Europa wurde der Delica II erstmals als Mitsubishi L300 angeboten.

#### Asien
Seit 1987 wird der Delica II als Mitsubishi Van Versa sowie die Pick-up- und Kastenwagen-Version angeboten.
Diese Generation ist ebenso noch in der Produktion in Indonesien und den Philippinen als Mitsubishi Colt Solar/Colt L300 mit dem 2,5-Liter-4D56-Dieselmotor ausgestattet.
In Südkorea baute Hyundai die zweite Generation Delica als Hyundai Porter.
Von 1997 bis 2000 wurde der Wagen auch verkauft von Mahindra & Mahindra Limited in Indien als Mahindra Voyager, aufgrund des zu hohen Preis dauerte die Produktion nur etwas mehr als zwei Jahre.

#### Afrika
Als Ford Husky wurde er auch von Ford in Südafrika angeboten.

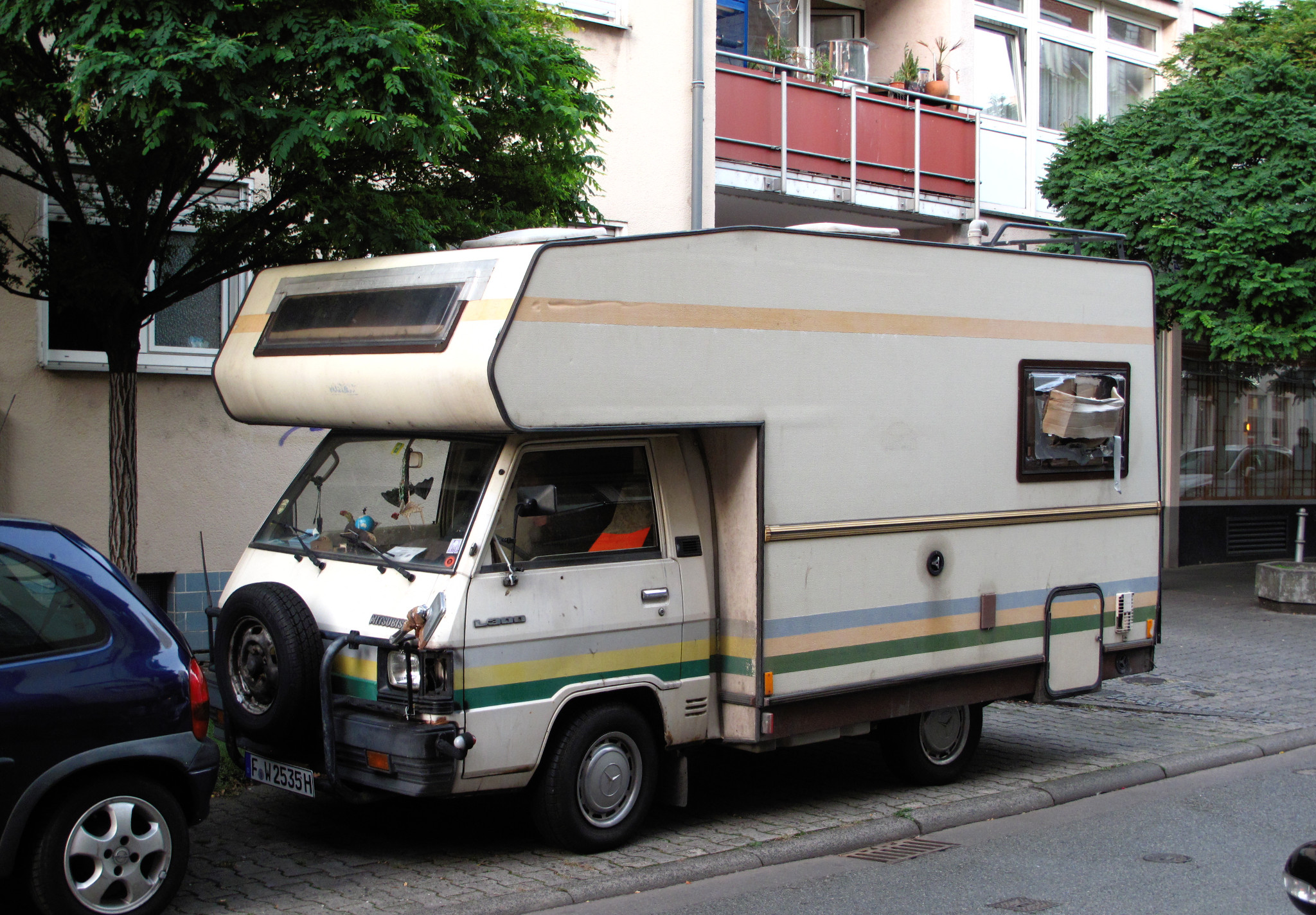
L300 Camper
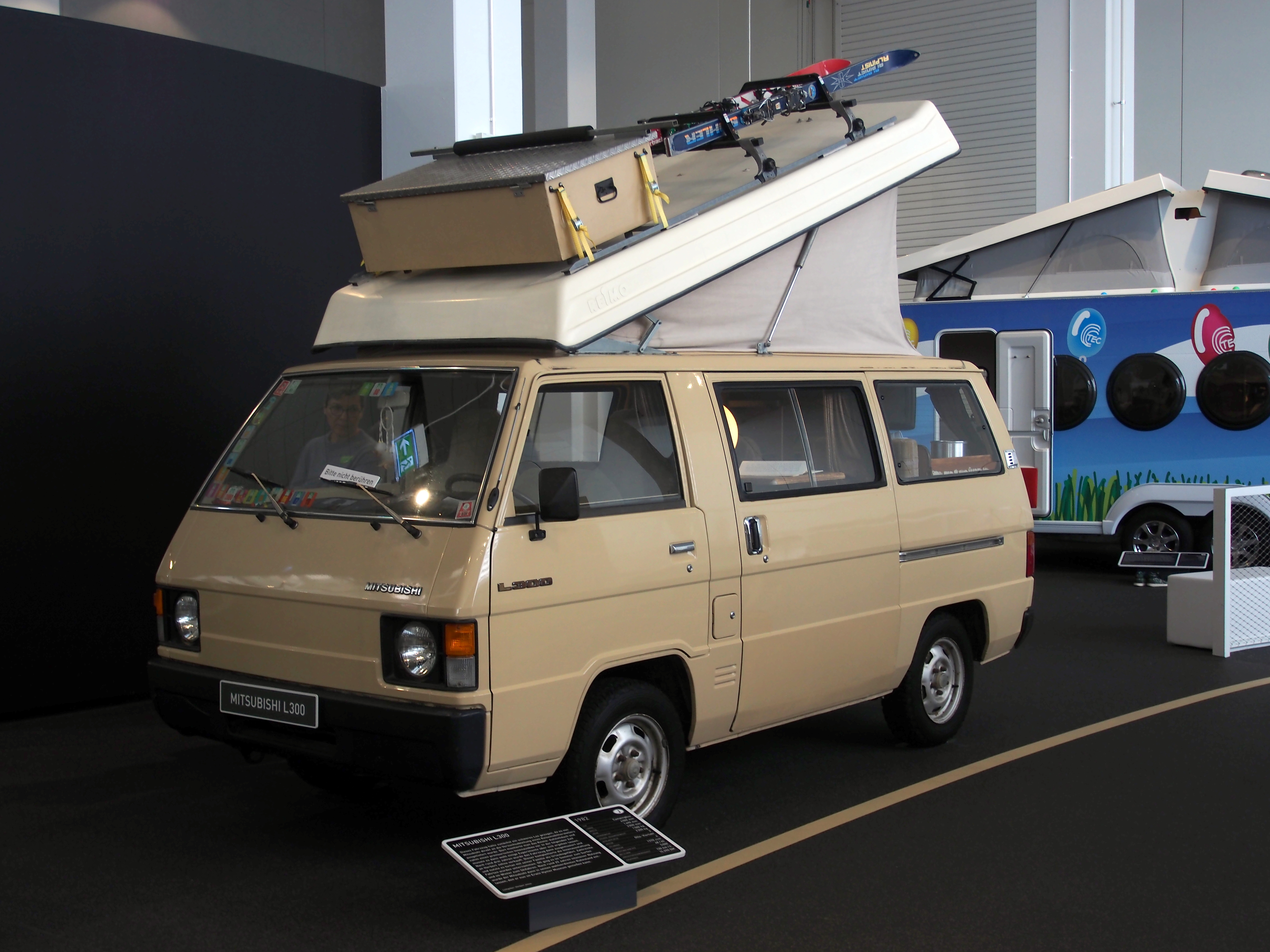
L300 mit Aufstelldach
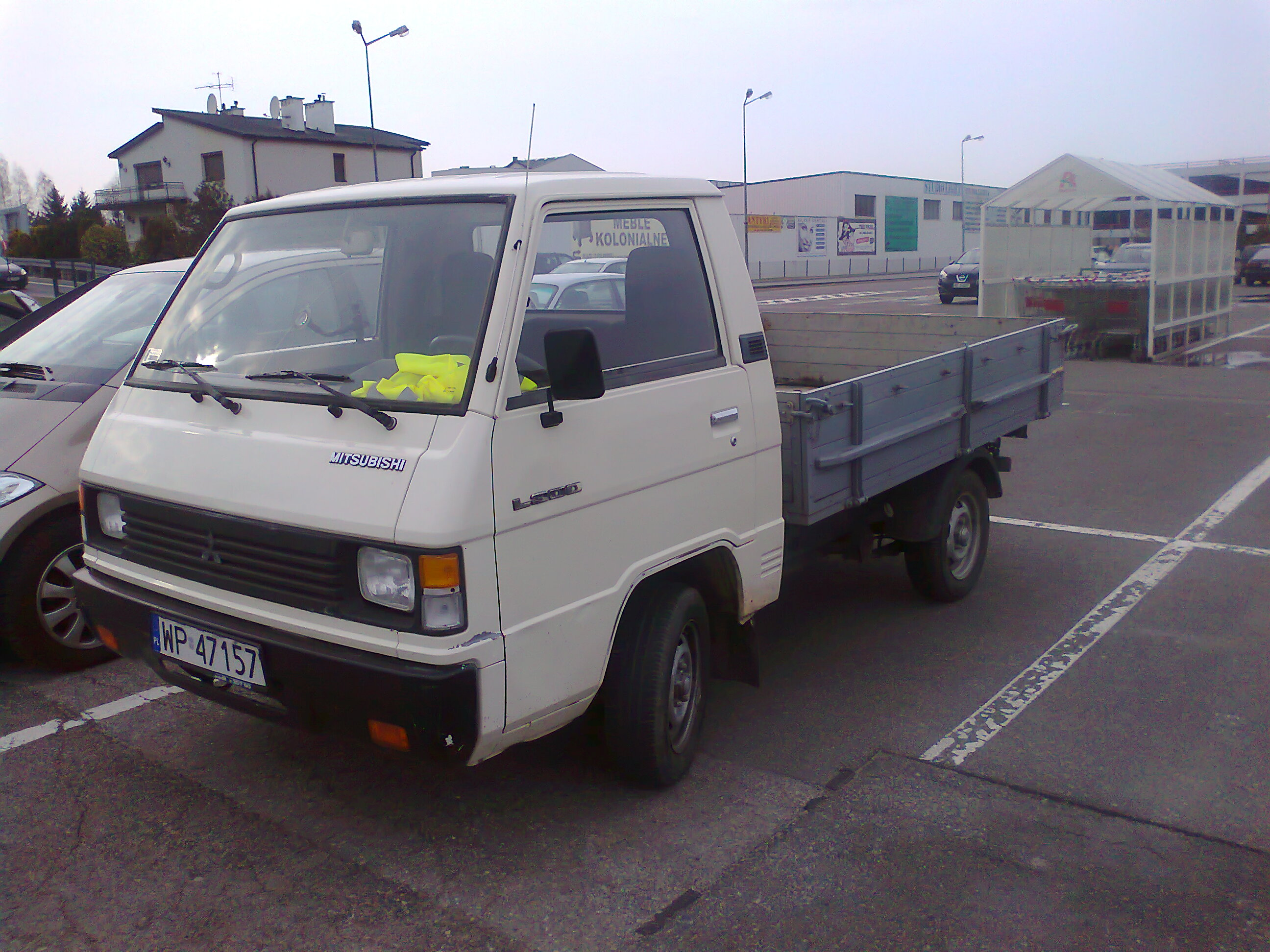
Pritsche
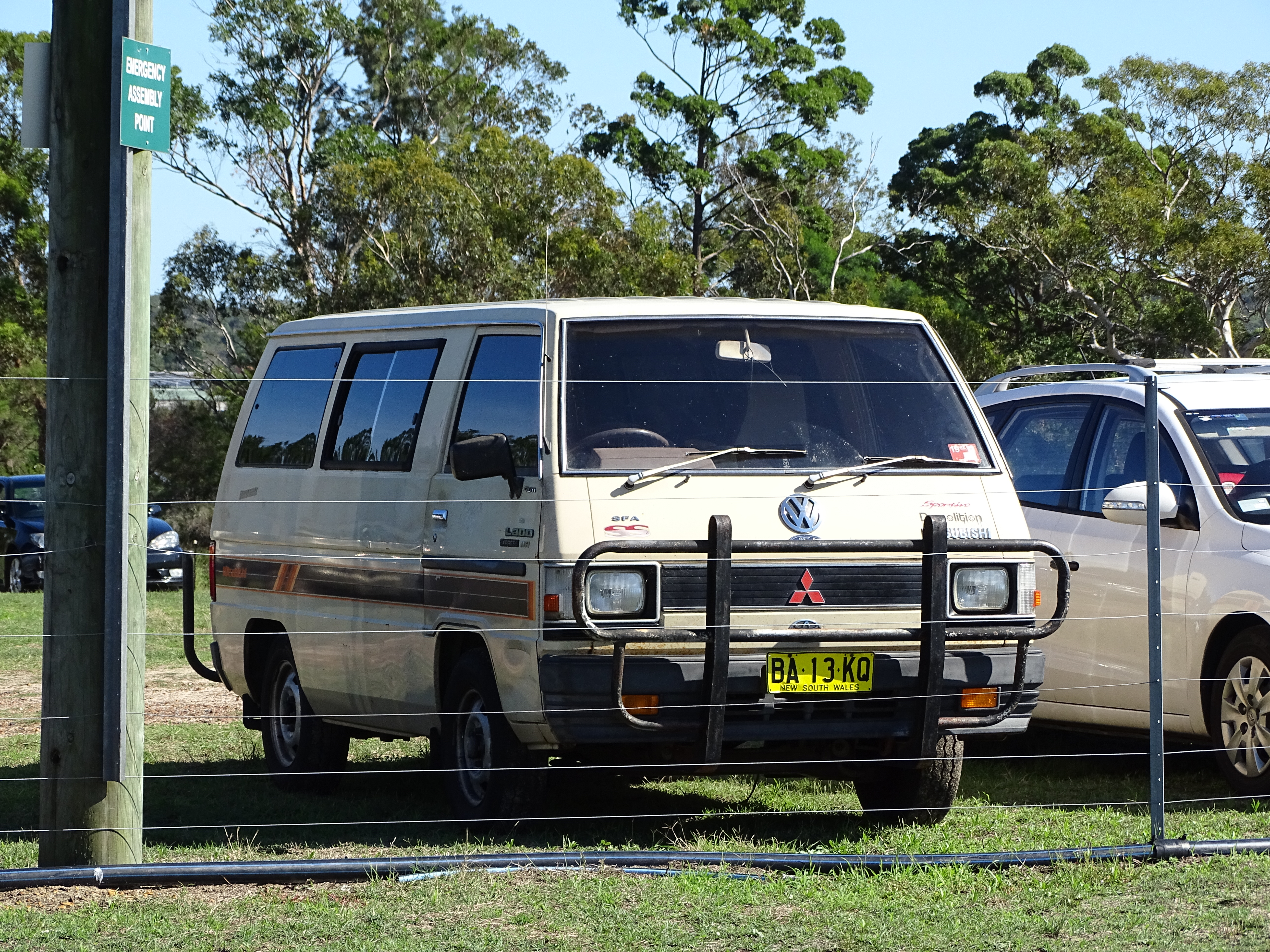
Mitsubishi Express L300
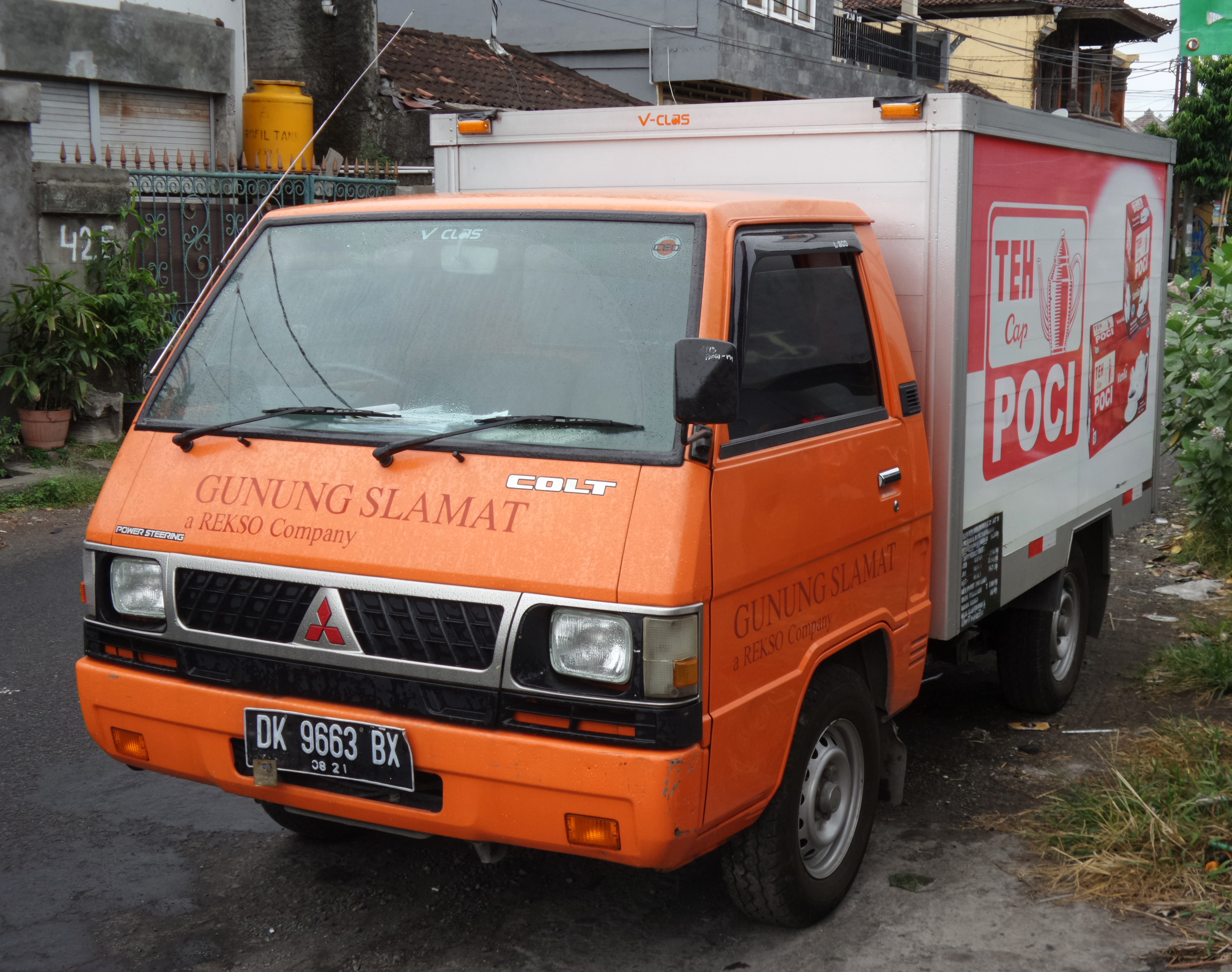
Moderner L300 (Indonesien und Philippinen)

## Delica III (1986–1999)
Im Juni 1986 erschien der neue Delica/L300 vollständig überarbeitet. Weitaus aerodynamischer designt wurde auch die passive Sicherheit erhöht.
In Europa wurde die Delica III wieder als Mitsubishi L300 angeboten.
In Australien nun als Mitsubishi Starwagon und die kommerzielle Version als Express.
Eine große Auswahl an Motoren stand nun zur Verfügung, von einem 1,4-Liter- bis zu einem 2,4-Liter-Benzinmotor, wie auch ein 2,5-Liter-Diesel mit wahlweise Turbolader. Neben dem Heckstandardantrieb gab es auch wieder Allradantrieb, aufgebaut auf dem aktuellen Pajero-Chassis.
Neben den verschiedenen Karosserievarianten gab es nun auch zwei verschiedenen Radstände.
Obwohl die nachfolgenden L400 Delica und Delica Space Gear 1994 eingeführt wurden, blieb die Delica III als kommerzielle Version noch bis November 1999 in Japan in Produktion.

### Nordamerika
Von 1987 bis 1990 verkaufte Mitsubishi dieses Modell in kleiner Zahl in den Vereinigten Staaten als Wagon für Pkw-Versionen und Van für fensterlose Fracht-Versionen. Die US-Versionen erhielten alle eine 107 PS/80-kW-Version des 2,4-Liter-Motor 4G64 mit Vier-Gang-Automatikgetriebe.

### Asien/Südamerika/Australien
Die Cargo-Versionen werden von der China Motor Corporation (CMC) in Taiwan produziert. Bis 2009 wurden dort produzierte Modelle in Mexiko von Dodge als Dodge 1000 verkauft. Neben asiatischen Märkten wird auch noch der australische Markt mit Wagon/Express beliefert.
Diese Generation Delica wurde bzw. wird auch gebaut unter Lizenz von Hyundai aus Südkorea als Hyundai Grace oder Hyundai H-100.

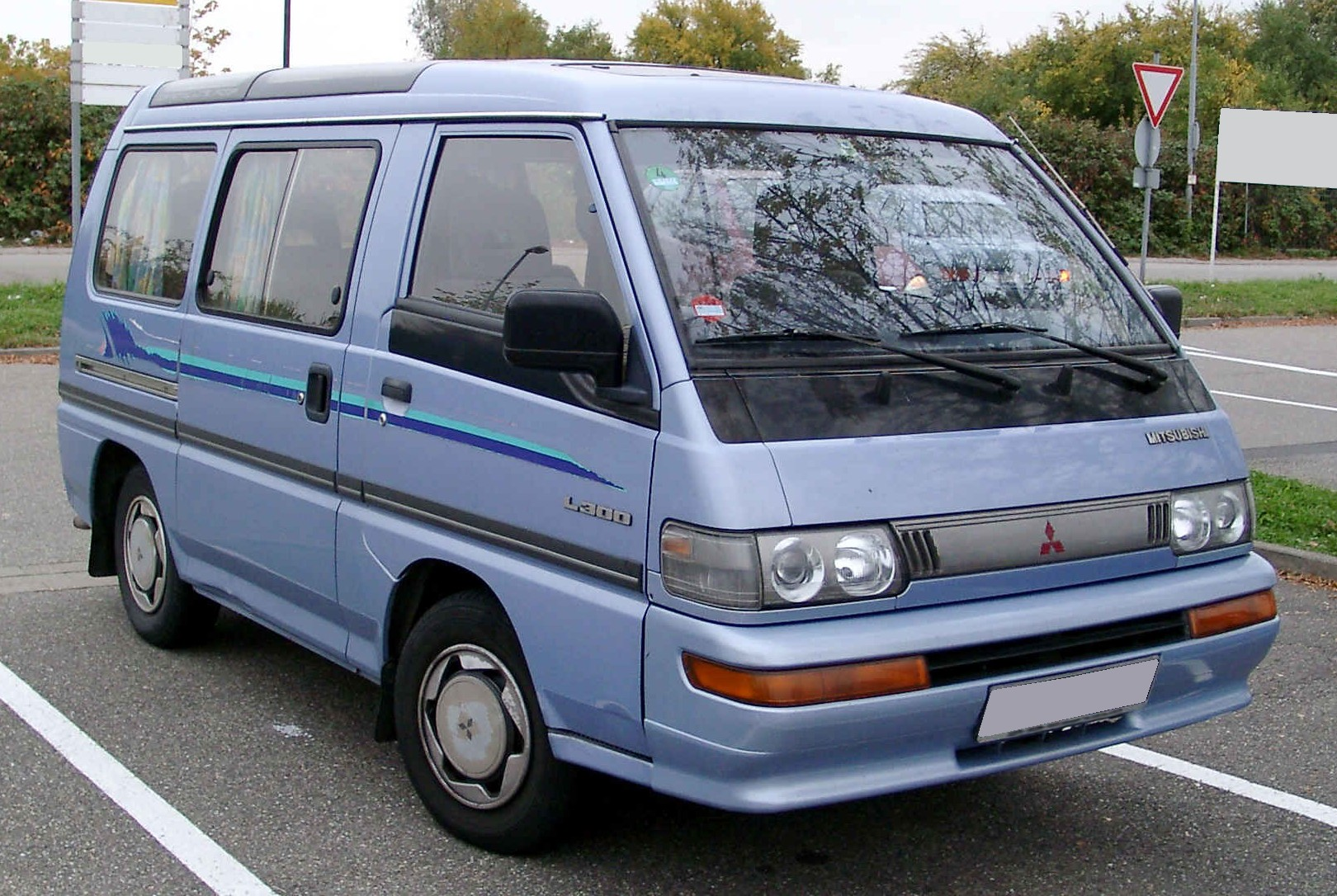
L300 Bus (Europa)
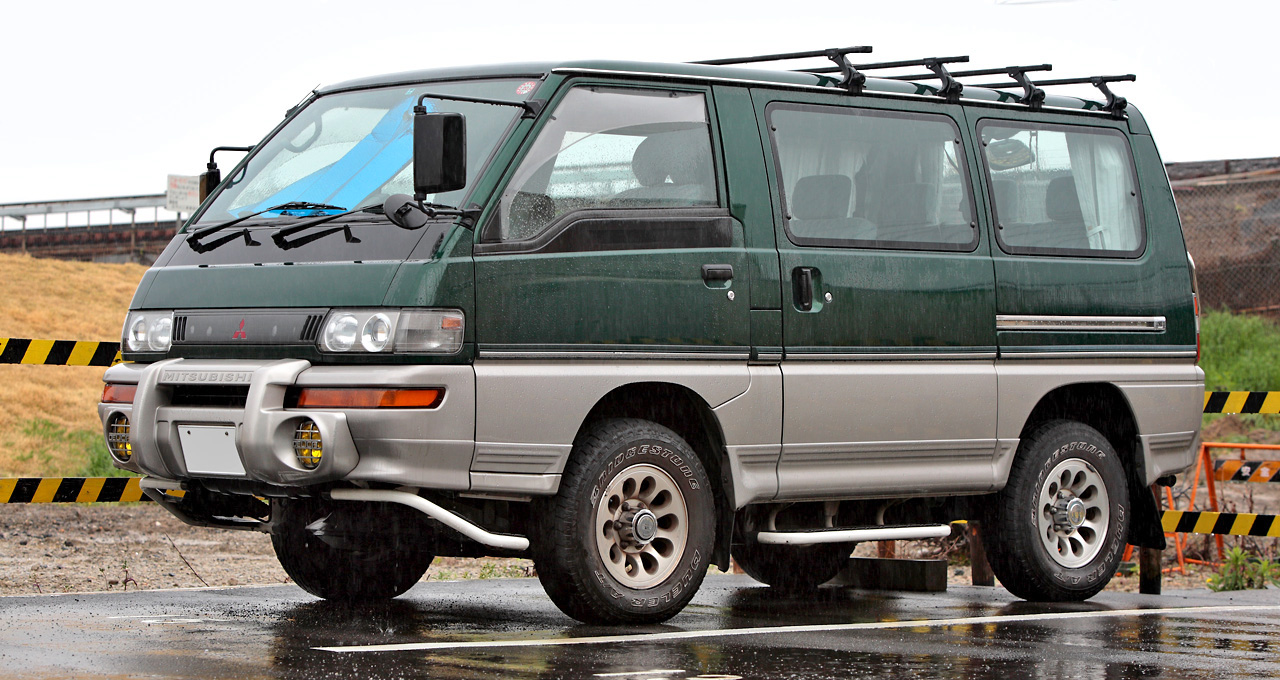
Mitsubishi Delica StarWagon (Japan)
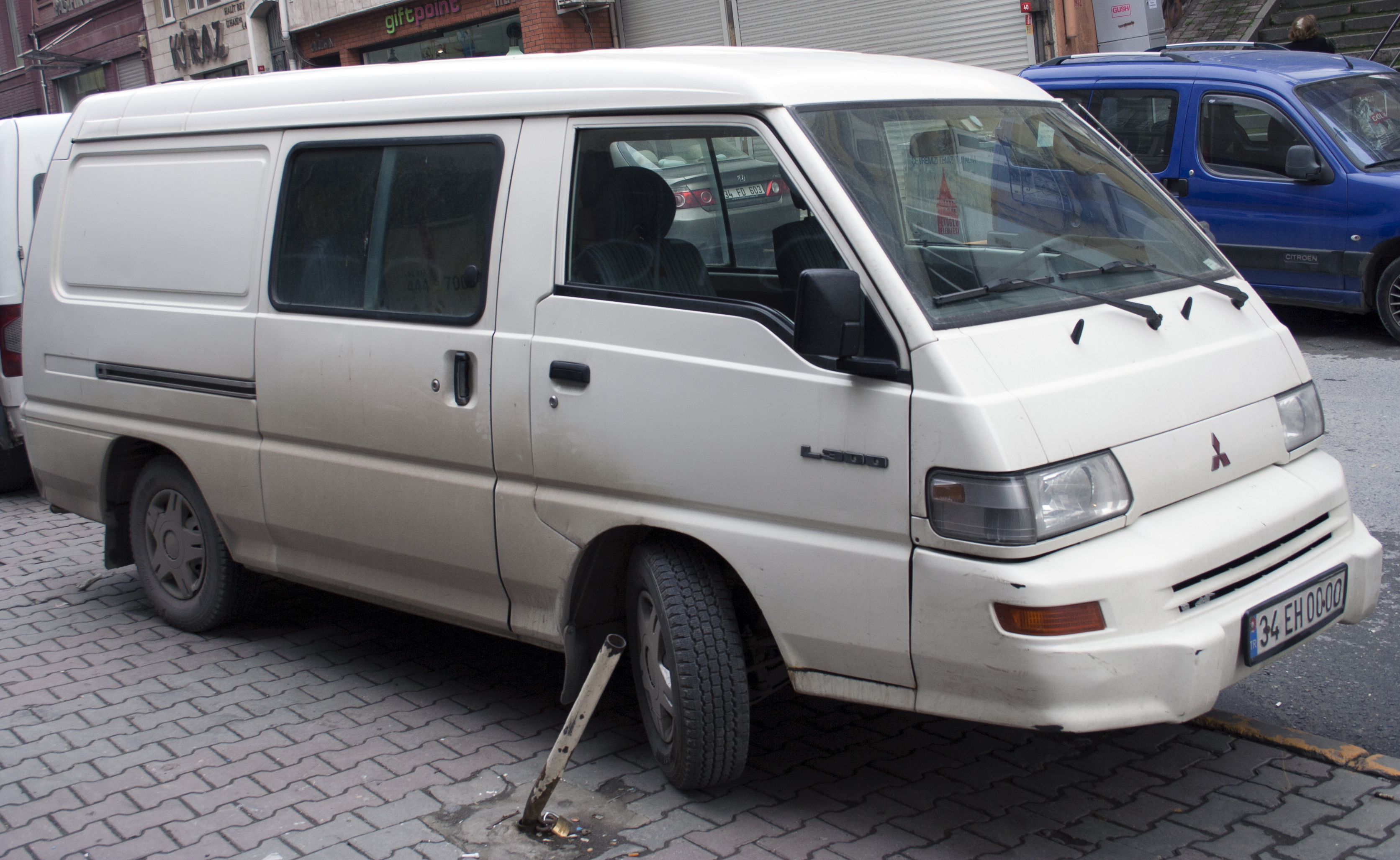
L300 Facelift
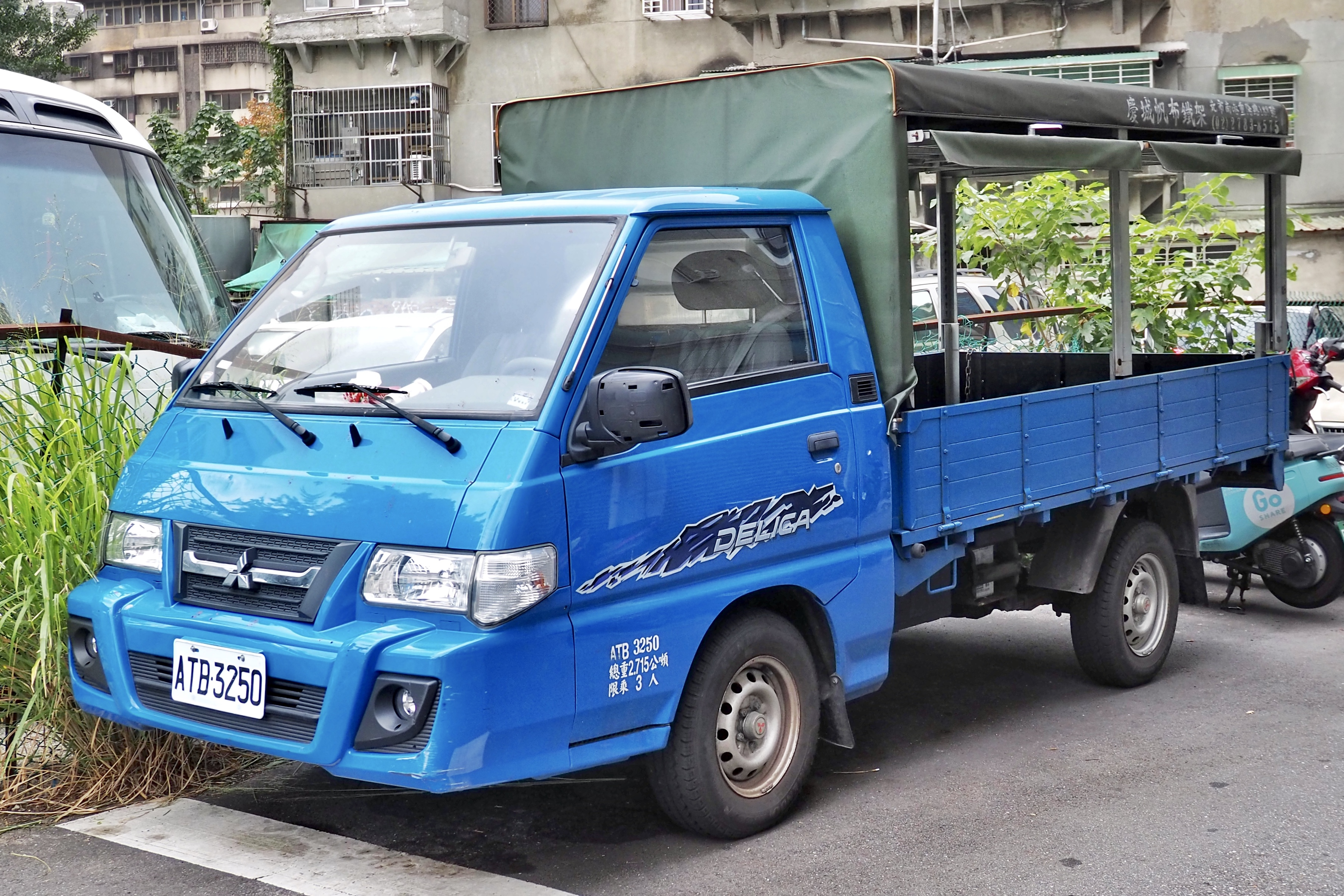
L300 (CMC, 2013)

## Delica IV/Space Gear (1994–2006)
Im Mai 1994 erschien der neueste Delica im völlig neuen Stil. Es gab nun keinen Pick-up mehr, da hierfür noch der Vorgänger im Programm war.
Das Passagier-Modell wurde nun zum Delica Space Gear auf dem heimischen japanischen Markt. Das Leergewicht der Wagen wird mit 1690–2170 kg angegeben.
Die vierte Generation der Delica basierte nun vollständig auf dem Chassis des Basis Mitsubishi Pajero und hatte daher die volle Offroad-Fähigkeiten mit Allradantrieb und Differentialsperre. Es gab Motorvarianten von 2,5 Liter bis hin zu einem 2,8-Liter-Intercooler-Turbodiesel sowie einen 2,4-Liter- und einen 3,0-Liter-V6-Benzinmotor mit 12 oder 24 Ventilen. In vielen Exportmärkten wie z. B. Europa nannte man die vierte Generation nun Mitsubishi L400 für die kommerziellen Versionen und die Pkw-Versionen hießen fortan Mitsubishi Space Gear.
In Australien gab es nur die Passagier-Version, welche wieder als Mitsubishi Starwagon zwischen 1994 und 2003 angeboten wurde.
1996 wurde die Delica mit einem Facelift aufgewertet, wobei im Wesentlichen die Front überarbeitet wurde und der Stoßfänger nun aus einem statt der ursprünglichen drei Teile bestand.
Die Delica IV wurde auch von Hyundai als Hyundai H-1 produziert.

## Delica V (1999–2010)
Im November ersetzte der Delica V auf Basis des Mazda Bongo die kommerziellen Versionen des Delica III und IV in Japan.

## Delica D:5 (seit 2007)
Auf der 39. Tokyo Motor Show im Jahr 2005 stellte das Mitsubishi Motors das Konzept D-5-Prototyp vor.
Erstmals wurde das fertig entwickelte Modell im Oktober 2006 der Öffentlichkeit vorgestellt das seit Januar 2007 auf dem Markt ist. Hierbei handelt es sich um ein Acht-Sitzer Van mit AWC Allrad -System und dem INVECS-III Stufenloses Getriebe gekoppelt mit dem 4B12-2,4-l-MIVEC Vier-Zylinder Benzinmotor. 2019 erfolgt ein umfangreiches Facelift.
In vielen Märkten ersetzte er den Space Gear. In Europa ist diese Generation nicht mehr erhältlich.

2023 wurde auf Basis des Mitsubishi eK der Delica Mini vorgestellt, der dem größeren Delica optisch ähnelt.

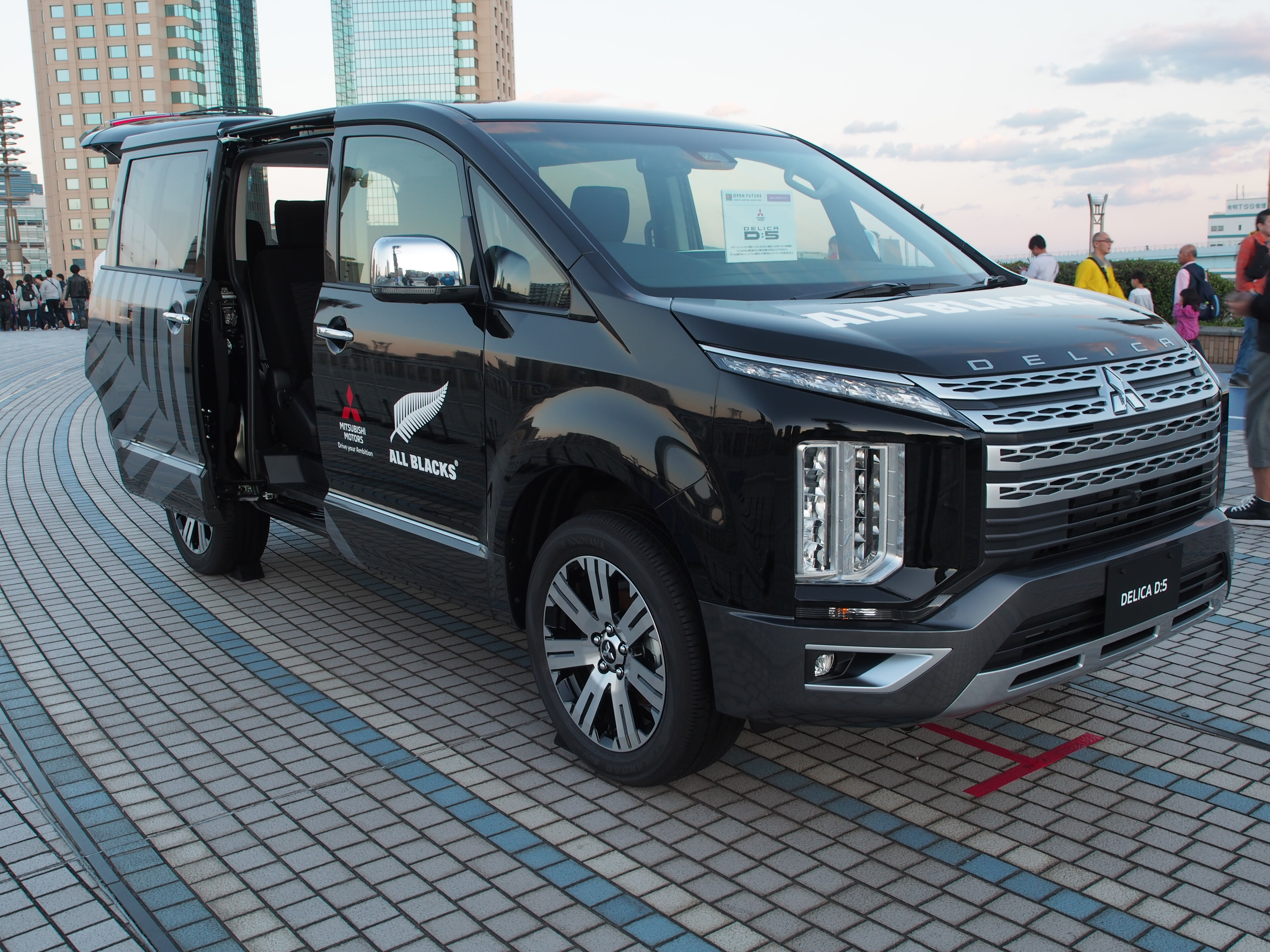
Delica D:5 (Facelift 2019)
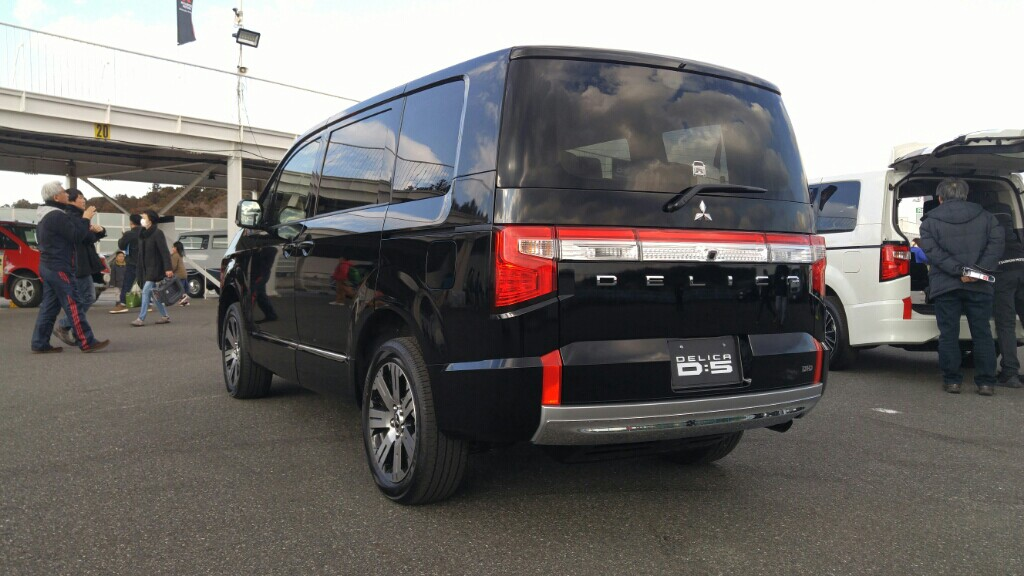
Heckansicht

## Delica D:3 (2011–2019)
Ab 2011 wurde der Mitsubishi Delica D:3 als Lieferwagen und Van in Japan angeboten. Er basiert auf dem auch in Europa erhältlichen Nissan NV200 und ersetzt den Delica V auf Mazda Bongo Basis. Das Leergewicht wird mit 1292–1440 kg angegeben.

## Express (2020–2022)
Zwischen 2020 und 2022 wurde in Australien und Neuseeland der Renault Trafic III als Mitsubishi Express verkauft. Er ersetzte dort den ehemaligen L300.

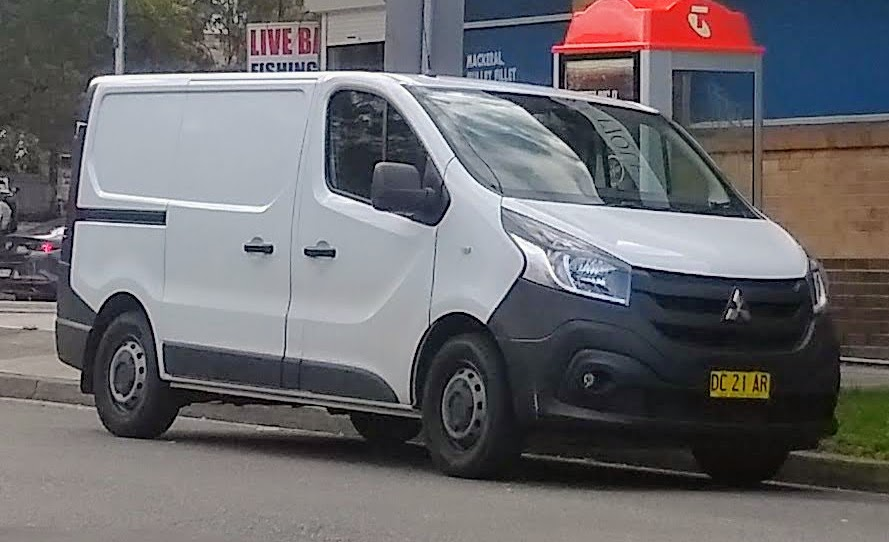
Mitsubishi Express